# 国家犯罪対策庁
国家犯罪対策庁（英語: National Crime Agency, NCA）は、イギリスの警察組織の一つ。主として組織犯罪を取り締まる捜査機関であり、2013年に既存の重大組織犯罪局（SOCA）を発展的に改編するかたちで、内務省所管の非内閣構成省庁として設置された。

## 概要
従来、イギリスには国が直轄する犯罪捜査機関はなかったが、重大犯罪の捜査については、各地方警察の本部長がロンドン警視庁に応援を求めることができた。その後、犯罪の広域化・スピード化に対抗する必要から、1992年には組織犯罪対策部局として国家犯罪情報局 (National Criminal Intelligence Service) が、また1998年には既存の管区犯罪捜査隊（Regional Crime Squads）を統合改編するかたちで国家犯罪捜査隊 (National Crime Squad) が設置された。しかしこのほかにも、違法薬物の取引に対しては関税・物品税務局、組織化された移民犯罪に対しては移民局にも関連部局が存在しており、職掌が錯綜して不明確であった。共同捜査の試みも活発に行われていたものの、特に関税・物品税務局による麻薬取引や資金洗浄の起訴が失敗する事例が多発した。
このことから、まず2006年4月、これらの組織を統合・強化した政府外公共機関として重大組織犯罪局（SOCA）が設立された。しかしその活動については不十分さが指摘されており、2010年に第1次キャメロン内閣が成立すると改編が検討されるようになった。
この検討を経て、2013年にSOCAを発展的に解体して設置されたのがNCAであった。NCAはSOCAの全機能を引き継ぎつつ、児童保護や警察関係の政府機関一部を取りこんで設置された。